# Jason Moloney
Jason Moloney est un boxeur australien né le 10 janvier 1991 à Mitcham.

## Carrière
Passé professionnel en 2014, il obtient une première opportunité mondiale en 2018 en affrontant Emmanuel Rodríguez, champion IBF des poids coqs. Battu aux points, il s'incline également contre Naoya Inoue, nouveau champion IBF et WBA de la catégorie, par KO au 7e round en 2020. Trois ans plus tard, Moloney remporte le titre vacant de champion du monde des poids coqs WBO après sa victoire aux points contre Vincent Astrolabio le 13 mai 2023. Il conserve son titre le 13 janvier 2024 face à Saul Sanchez puis le perd aux points le 6 mai 2024 contre Yoshiki Takei.

## Référence
1. ↑  (fr) Jason Moloney décroche la ceinture mondiale WBO des coqs (lequipe.fr)